# Artvim (província)
Artvim (em turco: Artvin) é uma província (em turco: iller) do nordeste da Turquia, situada na região (bölge) do Mar Negro (em turco: Karadeniz Bölgesi), com capital na cidade homónima. Tem 7 436 km² de área e em 2020 tinha 169 501 habitantes. Faz fronteira com a Geórgia e é banhada pelo mar Negro.